# Andy Cole
Andrew Alexander Cole detto Andy (Nottingham, 15 ottobre 1971) è un allenatore di calcio ed ex calciatore inglese di ruolo attaccante.
Tra i migliori realizzatori inglesi di tutti i tempi, insieme con Alan Shearer, Jermain Defoe, Sergio Agüero e Dimităr Berbatov detiene il primato di gol (ben 5) in una sola partita di Premier League ed ha detenuto il primato assoluto di reti segnate in una singola stagione in Premier League (34 reti nella stagione 1993-1994) fino alla stagione 2022/23, quando è stato superato da Erling Haaland con 36 reti. È inoltre, dopo Alan Shearer, Wayne Rooney, e Harry Kane il quarto realizzatore di tutti i tempi della Premier League con 187 reti.
La sua carriera professionale è durata dal 1988 al 2008 ed è principalmente ricordata per il suo trascorso con il Manchester United, dove ha ottenuto una quota di trasferimento record britannica per ingaggiarlo al Newcastle United. Cole ha trascorso sei anni con il Manchester United e ha vinto otto trofei importanti, tra cui la Premier League, la FA Cup e l'UEFA Champions League nel 1999
Cole è riconosciuto come uno dei pochi giocatori in Inghilterra ad aver conquistato tutti i possibili riconoscimenti nel calcio inglese, incluso il premio Giovane dell'anno della PFA, nonché l'ambito titolo di UEFA Champions League. Cole ha anche giocato 15 presenze con la nazionale inglese tra il 1995 e il 2001, segnando una volta contro l'Albania in una partita di qualificazione alla Coppa del Mondo FIFA 2002.

## Biografia
Andy Cole è il secondo di sette fratelli. I genitori si trasferirono in Inghilterra dalla Giamaica negli anni '60, il padre Lincoln era un minatore dell'Inghilterra centrale e Andy amante del calcio lasciò la sua casa all'età di 14 anni per frequentare quella che allora era l'accademia calcistica della Federcalcio a Lilleshall.
Nel 1999 incise una canzone, Outstanding, che raggiunse la top 40 dei singoli più acquistati nel Regno Unito.
Cole ha sposato la sua fidanzata di lunga data Shirley Dewar nel luglio 2002. Il loro figlio, Devante, è un calciatore professionista che gioca come attaccante per il Barnsley.
Nel 2008, Cole è stato interrogato dalla polizia dopo una presunta aggressione alla moglie nella loro casa di Alderley Edge, nel Cheshire, prima di essere rilasciato su cauzione. Sei mesi dopo, Cole, tramite il suo studio legale rappresentativo Schillings, ha vinto un'azione contro i proprietari del The Daily Star per diffamazione in merito alla pubblicazione di materiale riguardante le accuse di aggressione e per danni causati alla sua famiglia da report sensazionalistici.
Nell'aprile 2016, Cole è stato citato nei Panama Papers.

## Carriera

### Club
Nel 1988 entrò a far parte dell'Arsenal, con cui esordì in First Division nel dicembre 1990 contro lo Sheffield Utd.
Disputò la stagione 1991-1992 in due squadre, prima in Third Division con il Fulham e poi in Second Division con il Bristol City. Venne poi acquistato nel febbraio 1993 dal Newcastle Utd, contribuendo alla promozione in Premier League.
Alla prima stagione completa nella massima serie inglese, Cole segnò 34 reti in 40 partite, vincendo il titolo di capocannoniere e di miglior giovane del campionato, per un totale di 41 reti stagionali con i Magpies segnando così il nuovo record del club; tra l'altro, 3 di queste reti le segnò sul campo del Liverpool, mettendo a segno una storica tripletta ad Anfield. A fine campionato il Newcastle Utd arrivò terzo grazie ai suoi gol, qualificandosi alla Coppa UEFA.

Cole (a sinistra) in azione al Manchester Utd nel 1996, nel corso della trasferta di Champions League sul campo della Juventus.

Dopo un buon inizio di stagione, nel gennaio 1995 fu acquistato dal Manchester Utd, squadra con cui raggiunse l'apice della propria carriera. Qui formò, insieme a Dwight Yorke, la famosa coppia d'attacco chiamata Soul Brothers o Calypso Boys, che portò la squadra mancuniana alla vittoria di ben 5 titoli, 2 FA Cup, una Champions League, nonché la Coppa Intercontinentale. Fu fra i protagonisti del leggendario treble messo a segno dì Red Devils nella stagione 1998-1999.
Dopo anni di successi a Manchester, nel dicembre 2001 venne ceduto al Blackburn, con cui vinse la League Cup, conquistando così tutti i trofei inglesi. Nel campionato 2002-2003 tornò a far coppia in attacco con Yorke anche ai Rovers, conquistando la qualificazione europea, mentre l'anno successivo la squadra finì nella metà bassa della classifica.
Cole tornò così al Fulham per la stagione 2004-2005, dopo ben tredici anni, diventando il miglior realizzatore dei Cottagers. La stagione successiva tornò a Manchester, stavolta tra le file del Manchester City. Ad agosto 2006, dopo solo una stagione con la maglia dei Citizens, passò a vestire quella del Portsmouth.
Un anno dopo passò alla corte dell'ex compagno di squadra mancuniano, Roy Keane, per vestire la casacca del Sunderland. Ma nel gennaio 2008 venne ceduto in prestito semestrale al Burnley, club della First Division, dove collezionò 13 presenze e 6 reti.
L'11 novembre 2008 annunciò il ritiro dal calcio giocato.

### Nazionale
Cole vestì per 15 volte la maglia della nazionale inglese tra il 1995 e il 2001, segnando 1 rete (il 28 marzo 2001 contro l'Albania).

## Statistiche

### Presenze e reti nei club
| Stagione                 | Squadra                  | Campionato               | Campionato | Campionato | Coppe nazionali | Coppe nazionali | Coppe nazionali | Coppe continentali | Coppe continentali | Coppe continentali | Altre coppe | Altre coppe | Altre coppe | Totale | Totale |
| Stagione                 | Squadra                  | Comp                     | Pres       | Reti       | Comp            | Pres            | Reti            | Comp               | Pres               | Reti               | Comp        | Pres        | Reti        | Pres   | Reti   |
| ------------------------ | ------------------------ | ------------------------ | ---------- | ---------- | --------------- | --------------- | --------------- | ------------------ | ------------------ | ------------------ | ----------- | ----------- | ----------- | ------ | ------ |
| 1989-1990                | Arsenal                  | FD                       | 0          | 0          | FACup+CdL       | 0+0             | 0               | -                  | -                  | -                  | CS          | 0           | 0           | 0      | 0      |
| 1990-1991                | Arsenal                  | FD                       | 1          | 0          | FACup+CdL       | 0+0             | 0               | -                  | -                  | -                  | -           | -           | -           | 1      | 0      |
| ago. 1991                | Arsenal                  | FD                       | 0          | 0          | FACup+CdL       | 0+0             | 0               | CC                 | 0                  | 0                  | CS          | 1           | 0           | 1      | 0      |
| Totale Arsenal           | Totale Arsenal           | Totale Arsenal           | 1          | 0          |                 | 0               | 0               |                    | 0                  | 0                  |             | 1           | 0           | 2      | 0      |
| 1991 - mar. 1992         | Fulham                   | TD                       | 13         | 3          | FACup+CdL       | 0+0             | 0               | -                  | -                  | -                  | -           | -           | -           | 13     | 3      |
| mar.-giu. 1992           | Bristol City             | SD                       | 12         | 8          | FACup+CdL       | 0+0             | 0               | -                  | -                  | -                  | -           | -           | -           | 12     | 8      |
| 1992-1993                | Bristol City             | FD                       | 29         | 12         | FACup+CdL       | 1+3             | 0+4             | -                  | -                  | -                  | -           | -           | -           | 33     | 16     |
| Totale Bristol City      | Totale Bristol City      | Totale Bristol City      | 41         | 20         |                 | 4               | 4               |                    | 0                  | 0                  |             | 0           | 0           | 45     | 24     |
| 1992-1993                | Newcastle Utd            | FD                       | 12         | 12         | FACup+CdL       | 0+0             | 0               | -                  | -                  | -                  | -           | -           | -           | 12     | 12     |
| 1993-1994                | Newcastle Utd            | PL                       | 40         | 34         | FACup+CdL       | 3+3             | 1+6             | -                  | -                  | -                  | -           | -           | -           | 46     | 41     |
| 1994-gen.1995            | Newcastle Utd            | PL                       | 18         | 9          | FACup+CdL       | 1+5             | 0+2             | CU                 | 3                  | 4                  | -           | -           | -           | 27     | 15     |
| Totale Newcastle         | Totale Newcastle         | Totale Newcastle         | 70         | 55         |                 | 12              | 9               |                    | 3                  | 4                  |             | 0           | 0           | 85     | 68     |
| gen.-giu. 1995           | Manchester Utd           | PL                       | 18         | 12         | FACup+CdL       | 0+0             | 0               | -                  | -                  | -                  | -           | -           | -           | 18     | 12     |
| 1995-1996                | Manchester Utd           | PL                       | 34         | 11         | FACup+CdL       | 7+1             | 2+0             | CU                 | 1                  | 0                  | -           | -           | -           | 43     | 13     |
| 1996-1997                | Manchester Utd           | PL                       | 20         | 6          | FACup+CdL       | 3+0             | 0               | UCL                | 5                  | 1                  | CS          | 0           | 0           | 28     | 7      |
| 1997-1998                | Manchester Utd           | PL                       | 33         | 15         | FACup+CdL       | 3+1             | 5+0             | UCL                | 7                  | 5                  | CS          | 1           | 0           | 45     | 25     |
| 1998-1999                | Manchester Utd           | PL                       | 32         | 17         | FACup+CdL       | 7+0             | 2+0             | UCL                | 10                 | 5                  | CS          | 1           | 0           | 50     | 24     |
| 1999-2000                | Manchester Utd           | PL                       | 28         | 19         | CdL             | 0               | 0               | UCL                | 13                 | 3                  | CS+Cmc      | 4           | 0           | 45     | 22     |
| 2000-2001                | Manchester Utd           | PL                       | 19         | 9          | FACup+CdL       | 1+0             | 0               | UCL                | 10                 | 4                  | CS          | 1           | 0           | 31     | 13     |
| ago.-dic. 2001           | Manchester Utd           | PL                       | 11         | 4          | FACup+CdL       | 0+0             | 0               | UCL                | 4                  | 1                  | CS          | 0           | 0           | 15     | 5      |
| Totale Manchester United | Totale Manchester United | Totale Manchester United | 195        | 93         |                 | 23              | 9               |                    | 50                 | 19                 |             | 7           | 0           | 275    | 121    |
| dic. 2001-2002           | Blackburn                | PL                       | 15         | 9          | FACup+CdL       | 2+3             | 1+3             | -                  | -                  | -                  | -           | -           | -           | 20     | 13     |
| 2002-2003                | Blackburn                | PL                       | 34         | 7          | FACup+CdL       | 2+4             | 2+4             | CU                 | 3                  | 0                  | -           | -           | -           | 43     | 13     |
| 2003-2004                | Blackburn                | PL                       | 34         | 11         | FACup+CdL       | 1+0             | 1+0             | CU                 | 1                  | 0                  | -           | -           | -           | 37     | 11     |
| Totale Blackburn Rovers  | Totale Blackburn Rovers  | Totale Blackburn Rovers  | 83         | 27         |                 | 13              | 10              |                    | 4                  | 0                  |             | 0           | 0           | 100    | 37     |
| 2004-2005                | Fulham                   | PL                       | 31         | 12         | FACup+CdL       | 5+3             | 0+1             | -                  | -                  | -                  | -           | -           | -           | 39     | 13     |
| Totale Fulham            | Totale Fulham            | Totale Fulham            | 44         | 15         |                 | 8               | 1               |                    | 0                  | 0                  |             | 0           | 0           | 52     | 16     |
| 2005-2006                | Manchester City          | PL                       | 22         | 9          | FACup+CdL       | 1+0             | 1+0             | -                  | -                  | -                  | -           | -           | -           | 23     | 10     |
| 2006-gen. 2007           | Portsmouth               | PL                       | 18         | 3          | FACup+CdL       | 2+2             | 1+0             | -                  | -                  | -                  | -           | -           | -           | 22     | 4      |
| gen.-giu. 2007           | Birmingham City          | FL                       | 5          | 1          | FACup+CdL       | 0+0             | 0               | -                  | -                  | -                  | -           | -           | -           | 5      | 1      |
| 2007-gen. 2008           | Sunderland               | PL                       | 7          | 0          | FACup+CdL       | 1+0             | 0               | -                  | -                  | -                  | -           | -           | -           | 8      | 0      |
| gen.-giu. 2008           | Burnley                  | FL                       | 13         | 6          | FACup+CdL       | 0+0             | 0               | -                  | -                  | -                  | -           | -           | -           | 13     | 6      |
| 2008-2009                | Nottingham Forest        | FL                       | 10         | 0          | FACup+CdL       | 0+1             | 0               | -                  | -                  | -                  | -           | -           | -           | 11     | 0      |
| Totale carriera          | Totale carriera          | Totale carriera          | 509        | 229        |                 | 55              | 26              |                    | 54                 | 23                 |             | 8           | 0           | 629    | 274    |

### Cronologia presenze e reti in nazionale
| Cronologia completa delle presenze e delle reti in nazionale ― Inghilterra | Cronologia completa delle presenze e delle reti in nazionale ― Inghilterra | Cronologia completa delle presenze e delle reti in nazionale ― Inghilterra | Cronologia completa delle presenze e delle reti in nazionale ― Inghilterra | Cronologia completa delle presenze e delle reti in nazionale ― Inghilterra | Cronologia completa delle presenze e delle reti in nazionale ― Inghilterra | Cronologia completa delle presenze e delle reti in nazionale ― Inghilterra | Cronologia completa delle presenze e delle reti in nazionale ― Inghilterra |
| Data                                                                       | Città                                                                      | In casa                                                                    | Risultato                                                                  | Ospiti                                                                     | Competizione                                                               | Reti                                                                       | Note                                                                       |
| -------------------------------------------------------------------------- | -------------------------------------------------------------------------- | -------------------------------------------------------------------------- | -------------------------------------------------------------------------- | -------------------------------------------------------------------------- | -------------------------------------------------------------------------- | -------------------------------------------------------------------------- | -------------------------------------------------------------------------- |
| 29-3-1995                                                                  | Nantes                                                                     | Inghilterra                                                                | 0 – 0                                                                      | Uruguay                                                                    | Amichevole                                                                 | -                                                                          | 71’                                                                        |
| 4-6-1997                                                                   | Nantes                                                                     | Italia                                                                     | 0 – 2                                                                      | Inghilterra                                                                | Torneo di Francia                                                          | -                                                                          | 76’                                                                        |
| 10-2-1999                                                                  | Londra                                                                     | Inghilterra                                                                | 0 – 2                                                                      | Francia                                                                    | Amichevole                                                                 | -                                                                          | 64’                                                                        |
| 27-3-1999                                                                  | Londra                                                                     | Inghilterra                                                                | 3 – 1                                                                      | Polonia                                                                    | Qual. Euro 2000                                                            | -                                                                          |                                                                            |
| 5-6-1999                                                                   | Londra                                                                     | Inghilterra                                                                | 0 – 0                                                                      | Svezia                                                                     | Qual. Euro 2000                                                            | -                                                                          | 33’                                                                        |
| 13-11-1999                                                                 | Glasgow                                                                    | Scozia                                                                     | 0 – 2                                                                      | Inghilterra                                                                | Qual. Euro 2000                                                            | -                                                                          | 67’                                                                        |
| 23-2-2000                                                                  | Londra                                                                     | Inghilterra                                                                | 0 – 0                                                                      | Argentina                                                                  | Amichevole                                                                 | -                                                                          | 79’                                                                        |
| 2-9-2000                                                                   | Saint-Denis                                                                | Francia                                                                    | 1 – 1                                                                      | Inghilterra                                                                | Amichevole                                                                 | -                                                                          |                                                                            |
| 7-10-2000                                                                  | Londra                                                                     | Inghilterra                                                                | 0 – 1                                                                      | Germania                                                                   | Qual. Mondiali 2002                                                        | -                                                                          | 24’                                                                        |
| 11-10-2000                                                                 | Helsinki                                                                   | Finlandia                                                                  | 0 – 0                                                                      | Inghilterra                                                                | Qual. Mondiali 2002                                                        | -                                                                          |                                                                            |
| 28-2-2001                                                                  | Birmingham                                                                 | Inghilterra                                                                | 3 – 0                                                                      | Spagna                                                                     | Amichevole                                                                 | -                                                                          |                                                                            |
| 24-3-2001                                                                  | Liverpool                                                                  | Inghilterra                                                                | 2 – 1                                                                      | Finlandia                                                                  | Qual. Mondiali 2002                                                        | -                                                                          | 82’                                                                        |
| 28-3-2001                                                                  | Tirana                                                                     | Albania                                                                    | 1 – 3                                                                      | Inghilterra                                                                | Qual. Mondiali 2002                                                        | 1                                                                          | 87’                                                                        |
| 15-8-2001                                                                  | Londra                                                                     | Inghilterra                                                                | 0 – 2                                                                      | Paesi Bassi                                                                | Amichevole                                                                 | -                                                                          | 78’                                                                        |
| 6-10-2001                                                                  | Manchester                                                                 | Inghilterra                                                                | 2 – 2                                                                      | Grecia                                                                     | Qual. Mondiali 2002                                                        | -                                                                          | 46’                                                                        |
| Totale                                                                     |                                                                            | Presenze                                                                   | 15                                                                         |                                                                            | Reti                                                                       | 1                                                                          |                                                                            |

## Palmarès

### Giocatore

#### Club

##### Competizioni nazionali
- Campionato inglese: 6

Arsenal:  First Division 1990-1991
Manchester Utd: 1995-1996, 1996-1997, 1998-1999, 1999-2000, 2000-2001
- Charity Shield: 3

Arsenal: 1991
Manchester Utd: 1996, 1997
- Campionato inglese di seconda divisione: 1

Newcastle Utd: 1992-1993
- Coppa d'Inghilterra: 2

Manchester Utd: 1995-1996, 1998-1999
- Coppa di Lega inglese: 1

Blackburn Rovers: 2001-2002

##### Competizioni internazionali
- UEFA Champions League: 1

Manchester Utd: 1998-1999
- Coppa Intercontinentale: 1

Manchester Utd: 1999